# Folder 5
Folder 5 (フォルダファイヴ Forudafaivu) — японская поп-идол группа, состоящая из пяти девушек. Группа исполняет песни в стиле Евробит. Музыка выпускалась Такаси Кимурой.

## История группы
Folder 5 отделились от другой J-поп группы Folder, также выпускаемой компанией avex. Вместе с пятью девушками, в группе Folder состояли двое мужчин: Дайти и Джо. Они покинули группу из-за полового созревания, после чего группа сменила название на Folder 5. В 2000 году они выпустили свой первый сингл, «SUPERGIRL». Их третий сингл «Believe in Wonderland» использовался в качестве второго опеннинга для популярного аниме «One Piece». Песня «READY!» из их четвёртого сингла «Stay…» была использована в качестве музыкальной темы в краткосрочном спешле «One Piece. Танцевальный Карнавал Джанго», который был показан с вторым полнометражным фильмом One Piece «Приключения на Заводном острове». Они также часто появлялись на шоу Yoru mo Hippare. Их песня «Magic Eye» была использована в качестве открывающей темы для Xbox-игры Nezmix. После выхода их 8-го сингла «My Miracle» в мае 2002 года они не выпустили больше ни одного сингла. Таким образом, де-факто они были распущены, хотя никаких официальных заявлений не поступало. Кроме того, некоторые члены Folder 5 перешли к сольной карьере.
21 марта 2012 был выпущен «BEST COLLECTION ALBUM», Он включает все их синглы и соединения песен. DVD диск со всеми их клипами был также включен в коллекцию.

### После Folder 5
Акина начала свою карьеру как сольный артист в 2002 году. К настоящему времени она выпустила 3 сингла. Хикари подписала контракт с агентством талантов Paretto, чтобы стать телеведущей. Ариса начала сольную карьеру на инди-сцене с альбома, вышедшего в начале 2006 года.

## Члены
- Ариса Накама
- Хикари Мицусима
- Акина Миядзато
- Нацу Ага
- Моэ Исихара

## Дискография

### Синглы
- «Supergirl» (выпущен 10 мая 2000)
- «Amazing Love» (выпущен 23 августа 2000)
- «Believe» (выпущен 29 ноября 2000)
- «Stay…» (выпущен 14 марта 2001)
- «Final Fun-Boy» (выпущен 13 июня 2001)
- «Go Ahead!!» (выпущен 14 ноября 2001)
- «Magical Eyes» (выпущен 6 марта 2002)
- «My Miracle» (выпущен 29 мая 2002)

### Альбомы
- Hyper Groove 1 (выпущен 25 июля 2001)
- Five Girls (выпущен 17 июля 2002)
- Hyper Groove Party (выпущен 22 января 2003)
- Folder+Folder5 Complete Box (выпущен 25 июня 2003)

### DVD
- Hyper Groove Clips (выпущен 12 декабря 2001)
- Hyper Groove Clips 2 (выпущен 19 марта 2003)
- Folder+Folder5 Complete Box (выпущен 25 июня 2003)